# Girard Township (comté d'Érié, Pennsylvanie)
Pour les articles homonymes, voir Girard Township.
Girard Township est un township situé à l'ouest du comté d'Érié, en Pennsylvanie, aux États-Unis,. En 2010, il comptait une population de 5 102 habitants.

## Démographie
Lors du recensement de 2010, le township comptait une population de 5 102 habitants. Elle est estimée, en 2018, à 4 900 habitants.

## Personnalité liée à la ville
- Clarence Emir Allen, y est né en 1852 ;

### Source de la traduction
- (en) Cet article est partiellement ou en totalité issu de l’article de Wikipédia en anglais intitulé « Girard Township, Erie County, Pennsylvania » (voir la liste des auteurs).